# 贝尔贝斯
贝尔贝斯（法語：Belbèse，法語發音：[bɛlbɛz]）是法国奧克西塔尼大區塔恩-加龙省的一个市镇，属于卡斯泰尔萨拉桑区。

## 地理
贝尔贝斯（43°54'7"N, 1°4'13"E）面积3.65 平方千米，位于法国奧克西塔尼大區塔恩-加龙省，该省份为法国西南部内陆省份，北起顺时针与洛特省、阿韦龙省、塔恩省、上加龙省、热尔省和洛特-加龙省接壤。
与贝尔贝斯接壤的市镇（或旧市镇、城区）包括：孔贝鲁热、拉拉泽、圣萨尔多斯、塞里尼亚克、维格龙。

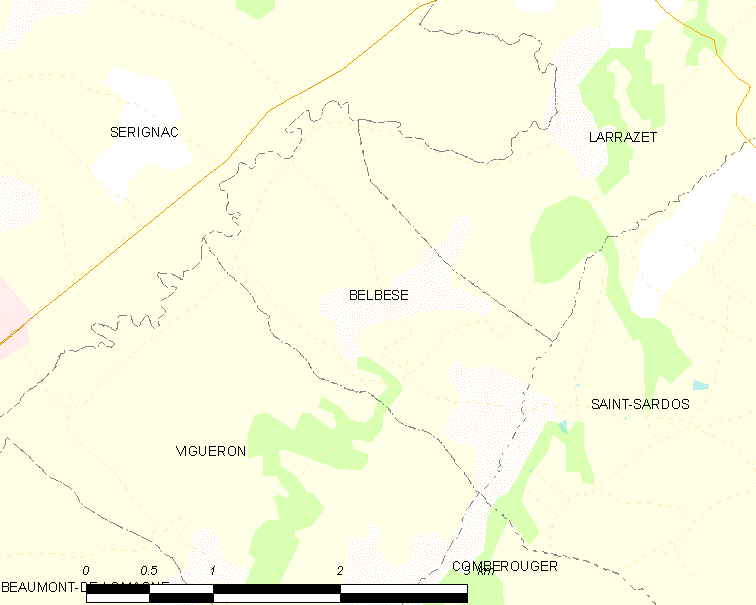
贝尔贝斯的OSM定位图

贝尔贝斯的时区为UTC+01:00、UTC+02:00（夏令时）。

## 行政
贝尔贝斯的邮政编码为82500，INSEE市镇编码为82015。

## 政治
贝尔贝斯所属的省级选区为博蒙德洛马涅县。

## 人口

1962-2008年间贝尔贝斯人口变化图示

贝尔贝斯于2022年1月1日时的人口数量为168人。